# Indestructible in Germany
Indestructible in Germany è il terzo DVD dell'alternative metal band statunitense Disturbed. Il DVD contiene sei tracce live registrate durante la loro esibizione al Rock am Ring a Nürburgring, in Germania, il 7 giugno 2008.

## Tracce
(tutte le tracce scritte ed eseguite da David Draiman, Dan Donegan, Mike Wengren e John Moyer, accreditati come Disturbed)
1. Perfect Insanity - 5:03
2. Liberate - 3:41
3. Stupify - 4:18
4. Ten Thousand Fists - 3:34
5. The Game - 5:29
6. Down with the Sickness - 8:10

## Formazione
- David Draiman - voce
- Dan Donegan - chitarra elettrica, elettronica
- John Moyer - basso elettrico, voce secondaria
- Mike Wengren - batteria
- Neal Avron - missaggio
- Paul Shyvers - direttore